# US Bank Tower
U.S. Bank Tower (Library Tower, First Interstate World Center) tại địa chỉ 633 West Fifth Street ở trung tâm Los Angeles, California, Hoa Kỳ là tòa nhà cao thứ 8 tại Mỹ, tòa nhà cao nhất Bắc Mỹ ở phía tây Chicago, tòa nhà cao nhất California, và là tòa nhà cao nhất có sân đáp trực thăng trên nóc. 
Tòa nhà US Bank Tower cao 313,4 m, 72 tầng, hoàn thành năm 1990.
Đến năm 2008, đây là tòa nhà cao thứ 30 thế giới.